# Ectephrina fuscata
Ectephrina fuscata är en fjärilsart som beskrevs av Herz 1905. Ectephrina fuscata ingår i släktet Ectephrina och familjen mätare. Inga underarter finns listade i Catalogue of Life.